# Marco Lingua
Marco Lingua (né le 4 juin 1978 à Chivasso) est un athlète italien, spécialiste du lancer du marteau.

## Biographie
Marco Lingua a terminé 11e aux Championnats d'Europe d'athlétisme 2006. Il a également participé aux Jeux olympiques de 2008 mais sans se qualifier pour la finale. Son meilleur lancer est de 79,97 m réalisé en juillet 2008 à Bydgoszcz.
Lors de la Coupe d'Europe hivernale des lancers à Los Realejos (mars 2009), il termine deuxième avec 79,66 m derrière le Hongrois Krisztián Pars.
Le 18 juillet 2015, il réalise 78,29 m lors du meeting de Loughborough.
Lors de la Coupe d'Europe hivernale des lancers 2016, il termine 3e avec 74,51 m.
Il parvient à se qualifier pour la finale des Championnats du monde 2017 à Londres en terminant 12e des qualifiés et après avoir glissé en raison de la pluie, hors de l'aire de lancer, lors du 2e essai, avec un marteau qui avait nettement dépassé la marque des 76 m.

## Palmarès
| Date | Compétition                       | Lieu      | Résultat | Marque  |
| ---- | --------------------------------- | --------- | -------- | ------- |
| 2006 | Championnats d'Europe             | Göteborg  | 10e      | 73,73 m |
| 2016 | Championnats d'Europe             | Amsterdam | 10e      | 70,00 m |
| 2017 | Championnats d'Europe par équipes | Lille     | 6e       | 74,69 m |
| 2017 | Championnats du monde             | Londres   | 10e      | 75,13 m |
| 2019 | Championnats d'Europe par équipes | Bydgoszcz | 8e       | 70,76 m |
| 2021 | Coupe d'Europe des lancers        | Split     | 11e      | 72,30 m |

## Records
| Épreuve | Marque  | Lieu      | Date             |
| ------- | ------- | --------- | ---------------- |
| Marteau | 79,97 m | Bydgoszcz | 1er juillet 2008 |